# Håkansböle gård

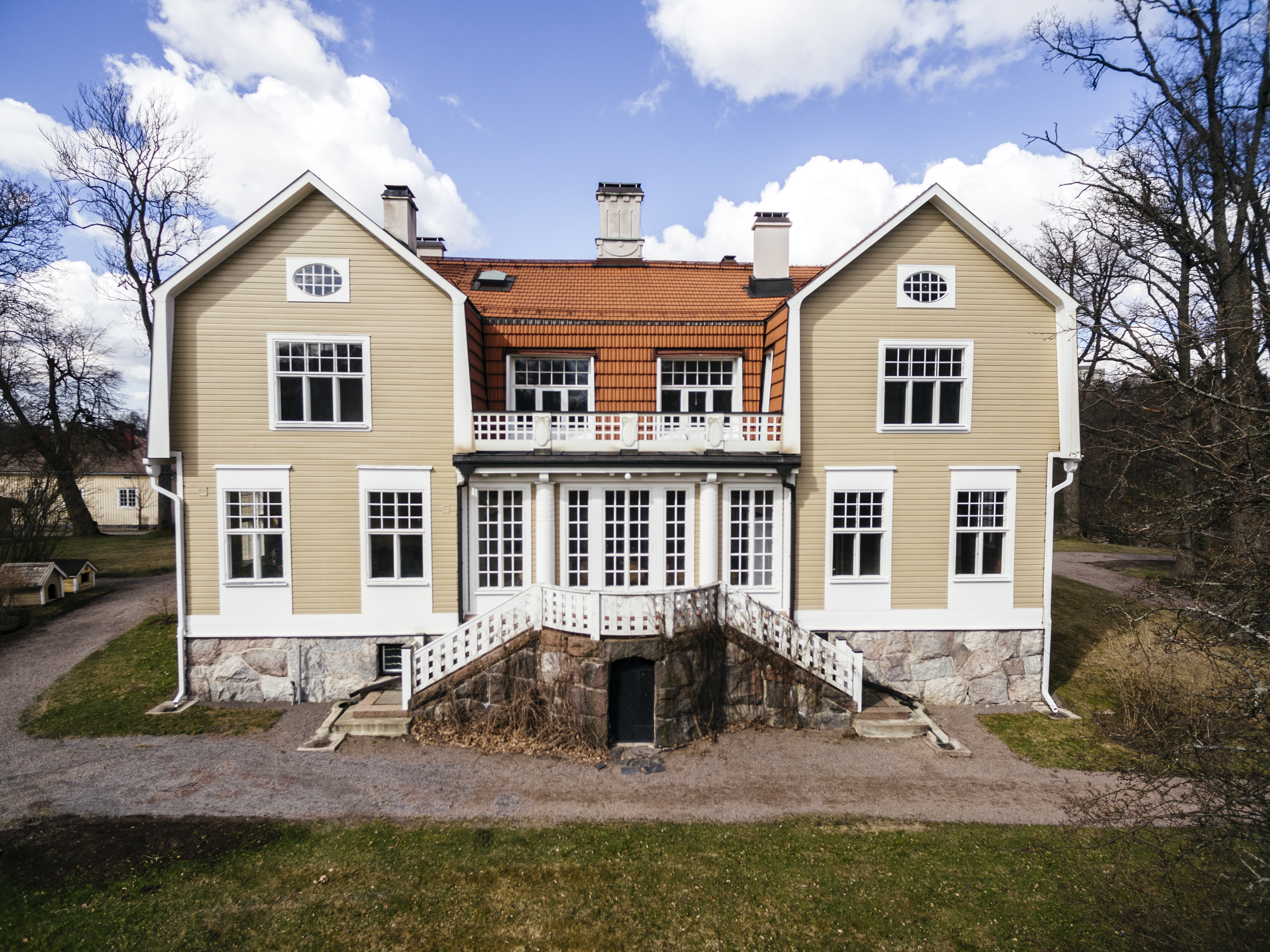
Håkansböle gårds huvudbyggnad.

Håkansböle gård är en herrgård i stadsdelen Håkansböle i Vanda i Storhelsingfors. Gårdens huvudbyggnad är byggd av trä och färdigställd 1908 efter ritningar av den finländske arkitekten Armas Lindgren. Den nuvarande huvudbyggnaden ersatte en äldre byggnad i nyklassisk stil byggd mellan åren 1842 och 1844. Håkansböle gård har anor från 1600-talet. Från 2005 ägs gården av Vanda stad.